# Bognár Péter (költő)
Bognár Péter (Budapest, 1982. március 3.–) Petri György-díjas magyar költő, író.

## Életpálya
Alap- és középfokú tanulmányait a Pesthidegkúti Waldorf Iskolában végezte, majd az ELTE Bölcsészettudományi Kar magyar és összehasonlító irodalom szakán szerzett felsőfokú diplomát. Ezt követően a doktori programban a régi magyar vers formatörténetével foglalkozott, elvégezte az Irodalomtudományi Doktori Iskola Európai és Magyar Reneszánsz Doktori Programját. Jelenleg a Régi Magyar Irodalom Tanszék tudományos segédmunkatársa, illetve a Reneszánsz mesterképzési szak tanára. 
2003 óta publikál verseket, első kötete 2005-ben jelent meg Sajna-sebaj címmel (Kláris Kiadó). A Magvető Kiadó gondozásában jelent meg Bulvár és A rodológia rövid története, melynek verseiben Grecsó Krisztián szavaival élve „ott bugyog a kortárs Magyarország és Kelet-Európa. Grecsó véleménye szerint Bognár Péter "valódi nyelvújító, nyelvrontó, nyelvépítő, egy épülő mondatuniverzum az övé, amely szinte pökhendin elődnélküli”.
Minden kombi cirkó, de nem minden cirkó bojler című színdarabját a budapesti Katona József Színház Kamra játszóhelyén Gothár Péter rendezésében 2017. december 19-én mutatták be.
Első regénye Hajózni kell, élni nem kell címmel 2022-ben jelent meg, melyet követett a Minél kevesebb karácsonyt  2023-ban, majd 2025-ben Elmész, visszajössz, sose halsz meg címmel trilógiává bővült a sorozat, műfaja: polgárőrkrimi.

## Kötetei
- Sajna-sebaj, 2005, Kláris Kiadó
- Bulvár, 2012, Magvető Kiadó
- A rodológia rövid története, 2015, Magvető Kiadó
- A régi magyar párrímköltészet német vonatkozásai; OSZK, Bp., 2016 (Információtörténeti műhely)
- A fényes rend; Magvető, Bp., 2017 (Időmérték)
- Hajózni kell, élni nem kell; Magvető, Bp., 2022
- Minél kevesebb karácsonyt; Magvető, Bp., 2023
- Elmész, visszajössz, sose halsz meg; Magvető, Bp., 2025

## Díjak, kitüntetések
- Petri György-díj (2011)
- Artisjus Irodalmi Díj (2016) A rodológia rövid története című kötetéért